# Hong Kong Premier League
A Hong Kong Premier League (em português:  Primeira Liga de Houguecongue) é a principal competição de futebol profissional de Hong Kong. A competição teve sua inauguração em setembro de 2014.

## Clubes
Clubes da temporada 2023-24.
| Eastern SC           | Hong Kong, RPC | Hong Kong Stadium              | 1932 |
| Kitchee SC           | Hong Kong, RPC | Mong Kok Stadium               | 1931 |
| Lee Man FC           | Hong Kong, RPC | Tseung Kwan O Sports Ground    | 2017 |
| HKFC                 | Hong Kong, RPC | HKFC Stadium                   | 1909 |
| North District       | Hong Kong, RPC | North District Sports Ground   | 2023 |
| Sham Shui Po SA      | Hong Kong, RPC | Sham Shui Po Sports Ground     | 2011 |
| Southern District FC | Hong Kong, RPC | Aberdeen Sports Ground         | 2012 |
| Rangers SC           | Hong Kong, RPC | Hammer Hill Road Sports Ground | 1958 |
| HK U23               | Hong Kong, RPC | Tseung Kwan O Sports Ground    | 2021 |
| Resources Capital    | Hong Kong, RPC | Tsing Yi Sports Ground         | 2009 |
| Tai Po FC            | Hong Kong, RPC | Mong Kok Stadium               | 2006 |

| Hoi King | Sham Shui Po, Kowloon | Sham Shui Po Sports Ground | 2018–19 | 2018–19 |